# Stéphane Demoustier
Pour les articles homonymes, voir Demoustier.
Stéphane Demoustier, né en 1977 à Lille, est un producteur et réalisateur français.

## Biographie
Diplômé de sciences politiques et d'HEC, il commence sa carrière au Ministère de la Culture, dans le département de l'architecture, où il produit et réalise des documentaires, avant de décider de quitter son poste pour se lancer dans le cinéma,. En 2005-2006, il suit la formation de l'Atelier Ludwigsburg-Paris (de), organisée par la FEMIS et la Filmakademie Baden-Württenberg.
Cofondateur de la société de production Année Zéro avec sa sœur Jeanne Demoustier, Stéphane Demoustier a réalisé plusieurs courts-métrages, avant de réaliser son premier long métrage, Terre battue, sorti en 2014. Il est également le frère de la comédienne Anaïs Demoustier et de Camille Demoustier (créatrice de bijoux). Il a trois enfants, Cléo, Paul et Marguerite.

## Filmographie

### Réalisateur

#### Cinéma
- 2008 : Première (court métrage)
- 2010 : Dans la jungle des villes (court métrage)
- 2011 : Bad Gones (court métrage)
- 2011 : Des nœuds dans la tête (court métrage)
- 2012 : Fille du calvaire (court métrage)
- 2014 : Les Petits Joueurs (court métrage)
- 2014 : Terre battue
- 2018 : Allons enfants
- 2019 : La Fille au bracelet
- 2021-2022 : L'Opéra (série télévisée)
- 2023 : Borgo
- 2025 : L'Inconnu de la Grande Arche

#### Télévision
- 2025 : Cimetière indien (série télévisée) (épisodes 1 à 4)[6]

### Producteur
- 2011 : Un monde sans femmes de Guillaume Brac
- 2014 : La Contre-allée de Cécile Ducrocq (César 2016 du meilleur court métrage)
- 2016 : Villeperdue de Julien Gaspar-Oliveri (prix du public et mention spéciale du jury compétition internationale au Festival international du film francophone de Namur en 2016)

## Distinctions

### Récompenses
- César 2021 : César de la meilleure adaptation pour La Fille au bracelet [7]

### Nominations
- César 2025 : meilleur scénario original pour Borgo